# Ga Khu Thương mại Quốc tế
Ga Khu Thương mại Quốc tế là ga trên Tuyến 1 của Tàu điện ngầm Incheon. Nó nằm ở Khu đô thị mới Songdo.

## Bố trí ga
| Central Park ↑                      |
| S/BX \| N/B N/B \|                  |
| ↓ Công viên lễ hội ánh trăng Songdo |

| Hướng Bắc | ● Incheon tuyến 1 | ← Hướng đi Gyeyang                             |
| Hướng Bắc | ● Incheon tuyến 1 | ← Hướng đi Gyeyang                             |
| X         | ● Incheon tuyến 1 | → Hướng đi Công viên lễ hội ánh trăng Songdo → |
| Hướng Nam | ● Incheon tuyến 1 | → Hướng đi Công viên lễ hội ánh trăng Songdo → |